# Bome (scultore)
Bome (ボーメ?, Bōme; Osaka, 1961) è uno scultore giapponese principalmente attivo nella realizzazione di action figure femminili basate su personaggi di manga e anime per la produzione per il mercato di massa.
Il nome è uno pseudonimo di cappello da baseball (ぼう?, Bōu) e occhiali (めがね?, Megane), che indossa regolarmente entrambi.

## Biografia
Dopo essersi trasferito a Tokyo tentò senza successo la carriera di animatore. Grazie all'esperienza amatoriale nella produzione di garage kit (figure in resina non dipinte, che l'acquirente completa assemblandole e dipingendole) fu assunto part-time dalla Kaiyodo, una ditta giapponese specializzata nella pubblicazione di statuine, quando quest aprì una filiale a Tokyo. Successivamente fu assunto a tempo pieno e si trasferì alla sede principale di quest'ultima a Osaka debuttando professionalmente nel 1986.
Il suo primo lavoro per la Kaiyodo fu un modello in creta di un ciclope dal film Il 7º viaggio di Sinbad, dedicandosi successivamente alla produzione di figure di bishōjo (letteralmente "belle ragazze"), affermando che alla Kaiyodo c'erano già artisti bravi nella realizzazione di figure animali, mostri e robot, ma che quello delle figure femminili era una nicchia ancora aperta e che era interessato alla sfida artistica di creare figure tridimensionali da quelle originariamente bidimensionali dei manga o degli anime.
Ha collaborato con l'artista Takashi Murakami creando tra l'altro la figura originale in scala 1/5 di Miss Ko2 utilizzata per la realizzazione del modello in scala 1/1 in vetroresina venduto per 567500 $ nel 2003 da Christie's Il suo lavoro si è dimostrato sufficientemente popolare e di successo che la Kaiyodo decise di pubblicare la serie personale Monsieur Bome Collection che include sia personaggi originali che tratti da anime e videogiochi popolari come Punta al Top! GunBuster, Full Metal Panic!, Dead or Alive, Kiddy Grade e Xenosaga.
Il lavoro di Bome, come gli anime su cui è basato, combina caratteristiche facciali carine con attributi sessuali esagerati, come grandi seni che sfidano la forza di gravità. Molte figure sono poco vestite o in pose che mostrano la biancheria intima o occasionalmente avere vestiti rimovibili. I collezionisti considerano le opere di Bome di buona qualità, grazie all'accurata lavoro di pittura, agli accurati dettagli, una corretta rappresentazione dei personaggi, pose naturali e alti standard di produzione, ma soprattutto nella sua capacità di riprodurre tridimensionalmente personaggi che non potrebbero esistere nel nostro mondo..
Esibì le sue opere per la prima volta in una mostra personale a Feature Ink a New York nel 1998 e partecipò con altri artisti alla mostre Ero Pop Tokyo (Los Angeles, 1998) e Superflat a Tokyo (2000) e Los Angeles (2001) organizzate da Murakami. Partecipò alla mostra Un Art Populaire organizzata dalla Fondation Cartier pour l'art contemporain nel 2001. Nel 2008 esibì le sue opere al Artist BOME 10th anniversary exhibition a Shibuya e successivamente a Nagoya e nel 2009 nella mostra Psyche presso la Kaikai Kiki Gallery di Tokyo.